# Чёрное и белое (романс)
«Чёрное и бе́лое» (Мы выбираем, нас выбирают…) — романс из фильма режиссёра Алексея Коренева «Большая перемена» (1972). Композитор Эдуард Колмановский, автор слов Михаил Танич.
В фильме романс прозвучал в исполнении начинающей актрисы Светланы Крючковой. Согласно её воспоминаниям, во время съёмок в Ярославле она по вечерам пела в гостинице, а когда вернулась в Москву, то режиссёр Алексей Коренев попросил её что-то спеть для Эдуарда Колмановского. Крючкова спела песню «Засыпало все дороги» Пастернака. Её исполнение понравилось композитору и специально для актрисы была написана песня «Чёрное и белое», вошедшая в картину.
После огромного успеха «Большой перемены», где Крючкова исполнила роль Нелли Леднёвой, актриса стала знаменитой на весь Советский Союз. Песня «Мы выбираем, нас выбирают…» на многие годы стала ассоциироваться со Светланой Крючковой.
В дальнейшем песню исполняли певицы Мария Пахоменко, Вероника Круглова и другие.